# Asceles larunda
Asceles larunda är en insektsart som först beskrevs av John Obadiah Westwood 1859.  Asceles larunda ingår i släktet Asceles och familjen Diapheromeridae. Inga underarter finns listade i Catalogue of Life.